# Dactylocerca ferruginea
Dactylocerca ferruginea is een insectensoort uit de familie Anisembiidae, die tot de orde webspinners (Embioptera) behoort. De soort komt voor in Mexico.
Dactylocerca ferruginea is voor het eerst wetenschappelijk beschreven door Ross in 2003.